# Aphanolaimus viviparus
Aphanolaimus viviparus är en rundmaskart som beskrevs av Plotnikov 1901. Aphanolaimus viviparus ingår i släktet Aphanolaimus och familjen Leptolaimidae. Arten är reproducerande i Sverige. Inga underarter finns listade i Catalogue of Life.